# Norra Mörttjärnen, Ångermanland
Norra Mörttjärnen är en sjö i Sollefteå kommun i Ångermanland och ingår i Ångermanälvens huvudavrinningsområde. Sjöns area är 0,023 kvadratkilometer och den befinner sig 278 meter över havet.